# Албанија на Светском првенству у атлетици у дворани 2012.
Албанија је учествовала на Светском првенству у атлетици у дворани 2012. одржаном у Истанбулу од 9. до 11. марта шести пут. Репрезентацију Албаније представљала су два такмичара (1 мушкарац и 1 жена), који су се такмичили у две дисциплине.
Албанија није освојила ниједну медаљу нити је остварила неки рекорд.

## Учесници
| Мушкарци: - Нимет Гаши — 3.000 м | Жене: - Љуиза Гега — 3.000 м |  |

## Резултати

### Мушкарци
| Атлетичар  | Дисциплина | Лични рекорд | Квалификација | Квалификација | Полуфинале           | Полуфинале           | Финале               | Финале  | Детаљи |
| Атлетичар  | Дисциплина | Лични рекорд | Резултат      | Место         | Резултат             | Место                | Резултат             | Место   | Детаљи |
| ---------- | ---------- | ------------ | ------------- | ------------- | -------------------- | -------------------- | -------------------- | ------- | ------ |
| Нимет Гаши | 800 м      | 1:54,63      | 1:54,70       | 4. у гр. 1    | Није се квалификовао | Није се квалификовао | Није се квалификовао | 28 / 32 |        |

### Жене
| Атлетичарка | Дисциплина | Лични рекорд | Квалификација | Квалификација | Финале                | Финале  | Детаљи |
| Атлетичарка | Дисциплина | Лични рекорд | Резултат      | Место         | Резултат              | Место   | Детаљи |
| ----------- | ---------- | ------------ | ------------- | ------------- | --------------------- | ------- | ------ |
| Љуиза Гега  | 1.500 м    | 4:10,75 НР   | 4:13,45       | 9. у гр. 2    | Није се квалификовала | 10 / 21 |        |